# Alpinia pubiflora
Alpinia pubiflora là một loài thực vật có hoa trong họ Gừng. Loài này được (Benth.) K.Schum. mô tả khoa học đầu tiên năm 1904.